# Энтони, Константин
Константи́н Э́нтони (англ. Konstantine Anthony; Бербанк, США) — американский актёр и политик. С 2022 года занимает пост мэра города Бербанк (Калифорния). Член Демократической партии, является первым мэром с расстройством аутизма в США, а также одним из первых в стране выборных должностных лиц с аутизмом. С 2020 года был членом городского совета Бербанка и ранее занимал пост вице-мэра города с 2021 по 2022 год.
В 2020 году Энтони был избран в городской совет Бербанка, набрав рекордное количество голосов. Является членом Демократических социалистов Америки, профсоюзов SAG-AFTRA и SEIU 2015 и является председателем фракции Демократической партии Калифорнии по делам инвалидов. В марте 2023 года Энтони объявил о своей кампании по выборам в Совет наблюдателей округа Лос-Анджелес, бросив вызов действующему республиканцу Кэтрин Баргер.

## Политическая карьера

### Мэр Бербанка (2022 —н.в.)
Во время забастовки Гильдии сценаристов США 2023 года, Энтони выступил в поддержку Гильдии сценаристов США и неоднократно появлялся на линиях пикетирования вместе с другими выборными должностными лицами.

### Организации
Вне выборной должности Энтони участвует в работе ряда организаций, занимающихся вопросами социальной справедливости. С 2018 года он входит в состав Консультативного совета Бербанка по вопросам инвалидности, а также является членом Целевой группы по борьбе с бытовым насилием. С 2019 года Энтони входит в состав исполнительного совета Burbank PFLAG. С 2017 по 2020 год он работал в Транспортной комиссии Бербанка. Он также является известным членом Демократических социалистов Америки, получив поддержку этой группы при выдвижении своей кандидатуры в городской совет Бербанка.

### Одобрительные отзывы
На выборах мэра Лос-Анджелеса в 2022 году Энтони поддержал двадцатилетнего активиста Алекса Груненфелдера. Выдвинув ранее кандидатуру драг-куин Мейби А. Гирла в качестве представителя 30-го конгресс-округа Калифорнии в 2022 году, он поддержал Гирла и члена Ассамблеи штата Калифорния Лору Фридман на это место в 2024 году. На выборах в Сенат США в Калифорнии в 2023 году Энтони поддержал своего соотечественника, жителя Бербанка, представителя США Адама Шиффа.